# Atlantis (película de 2019)
Atlantis (en ucraniano: Атлантида) es una película Ucraniana posapocalíptica hecha en 2019 por Valentyn Vasyanovych. Fue hecha en el 2019 Toronto International Film Festival. En el 76th Venice International Film Festival, ganó el premio de "Best Film in the Horizons". Fue seleccionada para representar a Ucrania en el Best International Feature Film Pero no fue nominada.
Ningún protagonista fue un actor, sino que por veteranos, voluntarios, y soldados. Uno de los roes más importantes fue actuado por Andriy Rymaryk, un veterano scout. También la paramédica Liudmyla Bileka y el voluntario Vasyl Antoniak participaros en la película.
Fue rodada casi exclusivamente en Mariupol, de enero a marzo, de 2018.

## Synopsis
La trama gira alrededor de Sergiy (Rymaryk), un soldado retirado con PTSD, intentando seguir adelante en Ucrania. Toma lugar en 2025, un año después de una guerra devastadora con Rusia. Pierde su trabajo como fundidor después de haber sido culpado por la muerte de otro trabajador. Él se encuentra conduciendo un camión de agua. Sergiy tiene problemas adaptándose a esta nueva vida hasta que se encuentra con Katya (Bileka), una previa arquitacta que ahora trabaja de activista humanitaria. Él decide juntarse con ella en el Black Tulip Mission para exhumar e identificar los muertos.

## Accolades
| Premio                                  | Año de la ceremonia | Categoría                    | Recipiente(s) | Resultado |
| --------------------------------------- | ------------------- | ---------------------------- | --- | --------- |
| Cork International Film Festival        | 2019                | Spirit of the Festival Award | Director Valentyn Vasyanovych\|rowspan="" style="background-color:none;color:black; text-align:center; vertical-align:middle;" \| |           |
| Denver International Film Festival      | 2020                |                              | Director Valentyn Vasyanovych\|rowspan="" style="background-color:none;color:black; text-align:center; vertical-align:middle;" \| |           |
| 76th Venice International Film Festival | 2019                |                              | Director Valentyn Vasyanovych\|rowspan="" style="background-color:none;color:black; text-align:center; vertical-align:middle;" \| |           |